# Список руководителей Южного Вьетнама
Это список глав и председателей правительства Южного Вьетнама, от создания Автономной Республики Кохинхина в 1946 году до объединения Вьетнама в 1976.

## Главы государства

### ГлавыГосударства Вьетнам(1949–1955)
| Номер | Фото | Имя (годы жизни)          | Даты правления | Даты правления  | Принадлежность                                |
| ----- | ---- | ------------------------- | -------------- | --------------- | --------------------------------------------- |
| 1     |      | Бао Дай (1912–1997)       | 13 июня 1949   | 30 апреля 1955  | Независимый                                   |
| 2     |      | Нго Динь Дьем (1901–1963) | 30 апреля 1955 | 26 октября 1955 | Персоналистская трудовая революционная партия |

### Президенты Первой Республики Вьетнам (1955–1963)
| Номер | Фото | Имя (годы жизни)          | Даты правления  | Даты правления | Принадлежность                                |
| ----- | ---- | ------------------------- | --------------- | -------------- | --------------------------------------------- |
| 1     |      | Нго Динь Зьем (1901–1963) | 26 октября 1955 | 2 ноября 1963  | Персоналистская трудовая революционная партия |

### Военная хунта (1963–1967)
В период правления военной хунты, реальной властью в управлении государством обладал руководитель Вооружённых сил. В некоторые периоды должность главы государства и руководителя Вооружённых сил совмещал один человек.

#### Главы государства
| Номер | Фото            | Имя (годы жизни)                                                              | Даты правления  | Даты правления    | Принадлежность   | Должность                                                                           |
| ----- | --------------- | ----------------------------------------------------------------------------- | --------------- | ----------------- | ---------------- | ----------------------------------------------------------------------------------- |
| 2 и 7 |                 | Зыонг Ван Минь (1916–2001)                                                    | 2 ноября 1963   | 30 января 1964    | Вооружённые силы | Глава государства и Председатель Военного революционного совета (до 30 января 1964) |
| 2 и 7 | 30 января 1964  | Зыонг Ван Минь (1916–2001)                                                    | 16 августа 1964 | Глава государства | Вооружённые силы |                                                                                     |
| 3     |                 | Нгуен Кхань (1927–2013)                                                       | 16 августа 1964 | 27 августа 1964   | Вооружённые силы | Глава государства и Председатель Военного революционного совета                     |
| *     |                 | Временный управляющий комитет (Зыонг Ван Минь, Нгуен Кхань и Чан Тхьен Кхьем) | 27 августа 1964 | 8 сентября 1964   | Вооружённые силы | Временный управляющий комитет                                                       |
| 2 и 7 |                 | Зыонг Ван Минь (1916–2001)                                                    | 8 сентября 1964 | 24 октября 1964   | Вооружённые силы | Глава государства и Председатель Временного управляющего комитета                   |
| 4     |                 | Фан Кхак Шыу (1893–1970)                                                      | 24 октября 1964 | 20 декабря 1964   | Независимый      | Глава государства и Председатель Высшего национального совета (до 20 декабря 1964)  |
| 4     | 20 декабря 1964 | Фан Кхак Шыу (1893–1970)                                                      | 14 июня 1965    | Глава государства | Независимый      |                                                                                     |
| 5     |                 | Нгуен Ван Тхьеу (1923–2001)                                                   | 19 июня 1965    | 31 октября 1967   | Вооружённые силы | Глава государства и Председатель Национального управляющего комитета                |

#### Военные руководители
| Имя | Военная организация              | Даты правления                    | Должность                                        | Глава государства в этот период                    |
| Зыонг Ван Минь                                                                                            | Революционный военный совет      | 2 ноября 1963 – 30 января 1964    | Председатель Революционного военного совета      | он же                                              |
| Нгуен Кхань                                                                                               | Революционный военный совет      | 30 января 1964 – 27 августа 1964  | Председатель Революционного военного совета      | Зыонг Ван Минь (30 января 1964 – 16 августа 1964)  |
| Нгуен Кхань                                                                                               | Революционный военный совет      | 30 января 1964 – 27 августа 1964  | Председатель Революционного военного совета      | он же (16 августа 1964 – 27 августа 1964)          |
| Зыонг Ван Минь Нгуен Кхань Чан Тхьен Кхьем                                                                | Временный управляющий комитет    | 27 августа 1964 – 24 октября 1964 | Временный управляющий комитет                    | он же (27 августа 1964 – 8 сентября 1964)          |
| Зыонг Ван Минь Нгуен Кхань Чан Тхьен Кхьем                                                                | Временный управляющий комитет    | 27 августа 1964 – 24 октября 1964 | Временный управляющий комитет                    | Зыонг Ван Минь (8 сентября 1964 – 24 октября 1964) |
| Короткий период гражданского управления под руководством Фан Кхак Шыу (24 октября 1964 – 20 декабря 1964) |                                  |                                   |                                                  |                                                    |
| Нгуен Кхань                                                                                               | Военный совет                    | 18 декабря 1964 – 25 февраля 1965 | Председатель военного совета                     | Фан Кхак Шыу                                       |
| Нгуен Ван Тхьеу                                                                                           | Военный совет                    | 25 февраля 1965 – 14 июня 1965    | Председатель военного совета                     | Фан Кхак Шыу                                       |
| Нгуен Ван Тхьеу                                                                                           | Национальный управляющий комитет | 14 июня 1965 – 1 сентября 1967    | Председатель Национального управляющего комитета | он же                                              |

### Президенты Второй Республики Вьетнам (1967–1975)
| Номер | Фото | Имя (Birth–Death)           | Даты правления  | Даты правления | Принадлежность                            |
| ----- | ---- | --------------------------- | --------------- | -------------- | ----------------------------------------- |
| 5     |      | Нгуен Ван Тхьеу (1923–2001) | 3 сентября 1967 | 21 апреля 1975 | Национальный социал-демократический фронт |
| 6     |      | Чан Ван Хыонг (1902–1982)   | 21 апреля 1975  | 28 апреля 1975 | Независимый                               |
| 2 и 7 |      | Зыонг Ван Минь (1916–2001)  | 28 апреля 1975  | 30 апреля 1975 | Вооружённые силы                          |

## Главы правительства
| Номер                                                              | Фото                                                         | Имя (годы жизни)                                             | Даты правления                                               | Даты правления                                               | Принадлежность                                               |                                                              |
| Премьер-министры Автономной Республики Кохинхина (1946–1948)       | Премьер-министры Автономной Республики Кохинхина (1946–1948) | Премьер-министры Автономной Республики Кохинхина (1946–1948) | Премьер-министры Автономной Республики Кохинхина (1946–1948) | Премьер-министры Автономной Республики Кохинхина (1946–1948) | Премьер-министры Автономной Республики Кохинхина (1946–1948) | Премьер-министры Автономной Республики Кохинхина (1946–1948) |
| ------------------------------------------------------------------ | ------------------------------------------------------------ | ------------------------------------------------------------ | ------------------------------------------------------------ | ------------------------------------------------------------ | ------------------------------------------------------------ | ------------------------------------------------------------ |
| 1                                                                  |                                                              | Нгуен Ван Тхинь (1888–1946)                                  | 1 июня 1946                                                  | 10 ноября 1946                                               | Демократическия партия Кохинхины                             |                                                              |
| 2                                                                  |                                                              | Ле Ван Хоать (1896–1978)                                     | 29 ноября 1946                                               | 29 сентября 1947                                             | Независимый                                                  |                                                              |
| 3                                                                  |                                                              | Нгуен Ван Суан (1892–1989)                                   | 8 октября 1947                                               | 27 мая 1948                                                  | Вооружённые силы                                             |                                                              |
| Премьер-министры Временного центрального правительства (1948–1949) |                                                              |                                                              |                                                              |                                                              |                                                              |                                                              |
| 3                                                                  |                                                              | Нгуен Ван Суан (1892–1989)                                   | 27 мая 1948                                                  | 14 июня 1949                                                 | Вооружённые силы                                             |                                                              |
| Премьер-министры Государства Вьетнам (1949–1955)                   |                                                              |                                                              |                                                              |                                                              |                                                              |                                                              |
| 1                                                                  |                                                              | Бао Дай (1912–1997)                                          | 14 июня 1949                                                 | 21 января 1950                                               | Независимый                                                  |                                                              |
| 2                                                                  |                                                              | Нгуен Фан Лонг (1889–1960)                                   | 21 января 1950                                               | 27 апреля 1950                                               | Конституционная партия                                       |                                                              |
| 3                                                                  |                                                              | Чан Ван Хыу (1896–1984)                                      | 6 мая 1950                                                   | 6 июня 1952                                                  | Независимый                                                  |                                                              |
| 4                                                                  |                                                              | Нгуен Ван Там (1893–1990)                                    | 6 июня 1952                                                  | 17 декабря 1953                                              | Националисты                                                 |                                                              |
| 5                                                                  |                                                              | Нгуен Фук Быу Лок (1914–1990)                                | 11 января 1954                                               | 16 июня 1954                                                 | Независимый                                                  |                                                              |
| 6                                                                  |                                                              | Нго Динь Дьем (1901–1963)                                    | 16 июня 1954                                                 | 26 октября 1955                                              | Персоналистская трудовая революционная партия                |                                                              |
| Премьер-министры Республики Вьетнам (1955–1975)                    |                                                              |                                                              |                                                              |                                                              |                                                              |                                                              |
| 1                                                                  |                                                              | Нгуен Нгок Тхо (1908–1976)                                   | 4 ноября 1963                                                | 28 февраля 1964                                              | Независимый                                                  |                                                              |
| 2                                                                  |                                                              | Нгуен Кхань (1927–2013)                                      | 28 февраля 1964                                              | 27 августа 1964                                              | Вооружённые силы                                             |                                                              |
| —                                                                  |                                                              | Нгуен Суан Оань (1921–2003)                                  | 29 августа 1964                                              | 3 сентября 1964                                              | Независимый                                                  |                                                              |
| 2                                                                  |                                                              | Нгуен Кхань (1927–2013)                                      | 3 сентября 1964                                              | 4 ноября 1964                                                | Вооружённые силы                                             |                                                              |
| 3                                                                  |                                                              | Чан Ван Хыонг (1903–1982)                                    | 4 ноября 1964                                                | 27 января 1965                                               | Независимый                                                  |                                                              |
| —                                                                  |                                                              | Нгуен Суан Оань (1921–2003)                                  | 27 января 1965                                               | 15 февраля 1965                                              | Независимый                                                  |                                                              |
| 4                                                                  |                                                              | Фан Хюи Куат (1908–1979)                                     | 16 февраля 1965                                              | 5 июня 1965                                                  | Националисты                                                 |                                                              |
| 5                                                                  |                                                              | Нгуен Као Ки (1930–2011)                                     | 14 июня 1965                                                 | 1 сентября 1967                                              | Вооружённые силы                                             |                                                              |
| 6                                                                  |                                                              | Нгуен Ван Лок (1922–)                                        | 1 ноября 1967                                                | 17 мая 1968                                                  | Вооружённые силы                                             |                                                              |
| 3                                                                  |                                                              | Чан Ван Хыонг (1903–1982)                                    | 28 мая 1968                                                  | 22 августа 1969                                              | Независимый                                                  |                                                              |
| 3                                                                  | Национальный социал-демократический фронт                    | Чан Ван Хыонг (1903–1982)                                    | 28 мая 1968                                                  | 22 августа 1969                                              |                                                              |                                                              |
| 7                                                                  |                                                              | Чан Тхьен Кхьем (1925–2021)                                  | 22 августа 1969                                              | 5 апреля 1975                                                | Национальный социал-демократический фронт                    |                                                              |
| 8                                                                  |                                                              | Нгуен Ба Кан (1930–2009)                                     | 5 апреля 1975                                                | 25 апреля 1975                                               | Демократическая партия Вьетнама                              |                                                              |
| 9                                                                  |                                                              | Ву Ван Мау (1914–1998)                                       | 28 апреля 1975                                               | 30 апреля 1975                                               | Силы национального примирения                                |                                                              |

## Штандарты
- Личный штандарт Бао Дая, главы Государства Вьетнам в 1949–1955.
- Президентский штандарт Южного Вьетнама в 1955–1963.
- Президентский штандарт Южного Вьетнама в 1964–1975.
- Флаг президента Вьетнама как верховного главнокомандующего Вооружённых сил.